# الدرنجوخ
الدرنجوخ أو الدرنا جوخ هي كلمة تركية لقرية صغيرة تقع شمال الموصل على نهر دجلة و تمتاز بجوائها الجملية في فصلي الربيع والخريف، وتعتبر من أقدم القرى في الموصل، وتعود لعهد الدولة العثمانية وتتبع حالياً لقضاء تلكيف و تبعد عنها حوالي 25 كم ، و عن مدينة الموصل 30 كم ، و تسكنها عشيرة السادة الانعيم منذٌ قرون . 